# Толкачёва, Ирина Сергеевна
Ирина Сергеевна Толкачёва (29 ноября 1982, Москва, Россия) — российская спортсменка, выступавшая в синхронном плавании, 2-кратная чемпионка мира,  чемпионка Европы, заслуженный мастер спорта России.

## Карьера
Родилась и живет в Москве.
Выступала за Московское городское физкультурное объединение Москомспорта («МГФСО»). Первый тренер - Е.В. Маркоч.
В сборной команде России с 2001 по 2003 год.  Чемпионка мира (2001, 2003), Чемпионка Европы (2002).
Выпускница Московского государственного университета им. М.В. Ломоносова (факультет журналистики).

## Награды и звания
- Заслуженный мастер спорта России
- Мастер спорта России международного класса